# Philbertia purpurea
Philbertia purpurea är en snäckart som först beskrevs av Montagu 1803.  Philbertia purpurea ingår i släktet Philbertia och familjen Turridae. Enligt den svenska rödlistan är arten otillräckligt studerad i Sverige. Arten förekommer i Götaland. Artens livsmiljö är havet. Inga underarter finns listade i Catalogue of Life.